# Cáceres (Brazylia)
Cáceres – miasto i gmina w Brazylii, w stanie Mato Grosso.